# Medetomidin
Medetomidin ist eine chemische Verbindung aus der Gruppe der Imidazole, die in der Tier- und Humanmedizin als Sedativum und Schmerzmittel eingesetzt wird. Es wird vor allem als Medetomidinhydrochlorid, eine wasserlösliche, weiße, kristalline Substanz, verwendet.

## Eigenschaften
Medetomidin hat ein chirales Zentrum, so dass es zwei Stereoisomere gibt. Pharmakologisch aktiv ist die (S)-(+)-Form, Dexmedetomidin, die ebenfalls therapeutisch (etwa als Dexdor) zum Einsatz kommt. Medetomidin ist ein Racemat, das heißt ein 1:1-Gemisch der (R)-Form und der (S)-Form.

## Wirkung
Neben seiner sedierenden Eigenschaft wirkt Medetomidin schmerzmindernd (analgetisch), angstlösend und muskelrelaxierend. Der Wirkstoff zeigt bei 41–44 % der Patienten analgetische Wirkung und reduziert zusätzlich bei Gabe zusammen mit einem anderen Schmerzmittel dessen notwendige Dosis.
Medetomidin bindet an α2-Adrenozeptoren und vermindert so die Freisetzung und den Turnover von Noradrenalin. Im Vergleich zum verwandten Xylazin ist die α2-Spezifität etwa zehnmal so hoch. Das wirksame Isomer ist hierbei das Dexmedetomidin, während das Spiegelisomer Levomedetomidin keinen Einfluss auf die α2-Adrenozeptoren hat. Als Nebenwirkung reduziert der Wirkstoff die Förderleistung des Herzens: Es kommt zu Bradykardie und unter Umständen zu einem unregelmäßigen Herzschlag. Eine Antagonisierung ist mit Atipamezol möglich. In sehr hohen (in der Tiermedizin aber nicht üblichen) Dosen wirkt Medetomidin auch auf die α1-Adrenozeptoren, wodurch die Sedation aufgehoben wird.

## Anwendung
Medetomidin kann bei allen kleinen Haus- und Heimtieren intravenös oder intramuskulär eingesetzt werden. Auch eine Anwendung bei Reptilien und Vögeln ist möglich. Die Anwendung bei lebensmittelliefernden Tieren ist nicht gestattet. Die Halbwertszeit im Blut beträgt etwa eine Stunde. Der Abbau erfolgt in der Leber, die Ausscheidung über die Niere.
Medetomidin wird vor allem zur Beruhigung (Sedation und Analgesie) und zur Narkoseeinleitung eingesetzt. In Kombination mit Ketamin, Propofol oder Midazolam und Fentanyl kann es auch zur Durchführung kleinerer, nicht sehr schmerzhafter Operationen genutzt werden. Bei Zoo- und Wildtieren kann es auch zur Immobilisation eingesetzt werden.
Bei herz-, zucker- und nierenkranken sowie trächtigen Tieren sollte Medetomidin nicht eingesetzt werden.
Medetomidin wird auf seine Verwendbarkeit als Antifouling-Wirkstoff in Unterwasserschiffsanstrichen untersucht. Es wirkt der Besiedelung der Schiffsrümpfe mit Seepocken entgegen.

## Handelsnamen
- Tierarzneimittel: Cepetor KH, Domitor, Dorbene, Dormilan, Medeson, Sedator, Sededorm, Sedin
- Biozid für Schiffsanstrichfarbe: Selektope